# Palmyra Verlag
Der Palmyra Verlag wurde 1989 von Georg Stein in Heidelberg gegründet. Beim Palmyra Verlag erscheinen vor allem Bücher zum israelisch-palästinensischen Konflikt (Nahostkonflikt) und zur arabisch-islamischen Welt sowie über Rock- und Popmusik.
Der Verlagsname bezieht sich auf die weltberühmte antike Ruinenstadt Palmyra in Syrien.

## Geschichte
Am Anfang stand ein Bildband über Bob Dylans Europatournee von 1987. Stein begleitete Dylan als einziger Fotograf durch ganz Europa, und seine Fotos bildeten die Grundlage für das erste im Palmyra Verlag erschienene Buch. 
Bekannt wurde der Palmyra Verlag 1992 mit dem Buch Allahs Plagiator des Hamburger Orientalisten Gernot Rotter, in dem dieser dem bekannten Fernsehjournalisten Gerhard Konzelmann Plagiate sowie eine einseitige und verzerrte Berichterstattung über die Araber und den Islam nachwies.
Neben diesem Buch zur Konzelmann-Affäre erschien 1993 unter dem Titel Das Schwert des „Experten“ zudem ein kritisches Buch über  Peter Scholl-Latour.

## Programm
Unter dem Motto „Von Arafat bis Zappa“ bestimmen zwei Schwerpunkte das Verlagsprogramm. Dies sind zum einen politische Sachbücher zum israelisch-palästinensischen Konflikt (Nahostkonflikt) und zur arabisch-islamischen Welt. Die Komplexität dieser Region soll durch die Vermittlung von politischen, historischen und kulturellen Hintergrundinformationen transparenter gemacht werden. Bestimmt wird die verlegerische Tätigkeit zudem von der Notwendigkeit eines Dialogs zwischen Israelis und Palästinensern sowie dem Westen und der arabisch-islamischen Welt. Die Grundlagen einer gerechten Friedenslösung bilden den zentralen Gegenstand vieler Veröffentlichungen im Nahostprogramm des Verlags. Erschienen sind bislang unter anderem Bücher von Uri Avnery, Amnon Kapeliuk, Edward Said, Mahmoud Darwisch, Rafik Schami und Mohammed Arkoun.  
Den zweiten Schwerpunkt des Verlags bilden Bücher über anspruchsvolle Rock- und Popmusik inklusive Folk, Blues, Liedermacher, Weltmusik. Neben Büchern über Bob Dylan sind bei Palmyra unter anderem die Memoiren von Johnny Cash, B.B. King, Eric Burdon und dem Konzertveranstalter Fritz Rau erschienen. In der Reihe „In eigenen Worten“ berichten Bands und Interpreten wie die Rolling Stones, Pink Floyd, The Doors, John Lennon, Frank Zappa, Bob Marley, Udo Lindenberg über ihr Leben und ihre Musik.

## Das Nahostarchiv Heidelberg (NOAH)
Dem Verlag ist das Nahostarchiv Heidelberg (NOAH) angeschlossen. Es umfasst eine umfangreiche Präsenzbibliothek von etwa 3500 Büchern, viele Fachzeitschriften sowie ein Dokumentations-, Film- und Fotoarchiv mit über 20.000 Fotos. Allen an Nahostthemen interessierten Medien, Organisationen und Einzelpersonen bietet das Nahostarchiv verschiedene Recherchedienste und Serviceleistungen. Außerdem vermittelt es nationale und internationale Nahostkontakte (auch in Israel und Palästina) in den Bereichen Politik, Kultur, Medien und Reisen.